# Boophis andohahela
Boophis andohahela Andreone, Nincheri & Piazza, 1995 è una rana della famiglia Mantellidae, endemica del Madagascar.

## Distribuzione e habitat
L'areale  di questa specie è ristretto alla foresta pluviale di Andohahela, nel Madagascar sud-orientale.